# 希瓦氏菌科
希瓦氏菌科（学名：Shewanellaceae），也称希万氏菌科，為γ-变形菌纲交替单胞菌目的一科好氧或兼性厌氧发酵型革兰氏阴性杆菌。此科的模式属为希瓦氏菌属（Shewanella）。

## 下属物种
- 副希瓦氏菌属 Parashewanella Xu et al. 2019
- 冷生菌属 Psychrobium Nogi et al. 2014
- 希瓦氏菌属 Shewanella MacDonell and Colwell 1986